# Kronštadtské povstání
Kronštadtské povstání představovalo neúspěšnou vzpouru většiny sovětské Baltské flotily proti vládě bolševiků v březnu 1921. Centrem povstání se stala námořní základna a pevnost Kronštadt (vzdálená 30 kilometrů od Petrohradu) ležící na ostrově Kotlin u břehu Finského zálivu, jejíž posádka předtím v mnoha případech podpořila revoluční snahy, včetně Říjnové revoluce, která v důsledku vynesla k moci bolševický režim.

## Pozadí
Rebelie byla výsledkem katastrofální hospodářské a politické situace Sovětského Ruska, které se ocitlo v krizi. V Petrohradu stoupala významně nespokojenost již v únoru 1921, poté co zde bylo uzavřeno několik továren a došlo k prodlení v zásobování obyvatelstva. Napětí se šířilo do okolí a nevyhnulo se ani Kronštadtu, kde mělo základnu na osmnáct tisíc vojáků a námořníků.

## Průběh povstání
Samotné povstání de facto začalo 28. února 1921 poté, co na setkání námořníků a vojáků na palubě bitevní lodi Petropavlovsk došlo po návratu kronštadtské delegace ze stávkujícího Petrohradu k odhlasování Petropavlovské rezoluce, zahrnující řadu politických a ekonomických požadavků, které odmítaly legitimitu a autoritu bolševické vlády.

„Poté, co jsme vyslechli zprávu představitelů, vyslaných všeobecným setkáním lodních posádek do Petrohradu, aby prověřili tamější situaci, požadujeme:
1. Vzhledem ke skutečnosti, že současné sověty nevyjadřují vůli dělníků a rolníků, okamžitě uspořádat nové tajné volby se svobodou předvolební agitace pro všechny dělníky a rolníky.
2. Poskytnout svobodu slova a tisku dělníkům a rolníkům, anarchistům a levým socialistickým stranám.
3. Zajistit svobodu shromažďování pro odborové svazy a rolnické organizace.
4. Na datum ne pozdější než 10. března 1921 svolat nestranickou konferenci dělníků, rudoarmějců a námořníků Kronštadtu a petrohradské oblasti.
5. Osvobodit všechny socialistické politické vězně a stejně tak všechny dělníky, rolníky, vojáky a námořníky, uvězněné v souvislosti s dělnickými a rolnickými hnutími.
6. Zvolit komisi na přezkoumání případů těch, kteří jsou drženi ve vězeních a koncentračních táborech.
7. Zrušit všechna politická oddělení, neboť žádná strana by neměla mít zvláštní privilegia propagovat své myšlenky nebo dostávat za tímto účelem finanční podporu od státu. Místo nich by měly být ustaveny kulturně - vzdělávací komise, volené místně a financované státem.
8. Okamžitě odvolat všechny hlídkové oddíly.
9. Zrovnoprávnit potravinové příděly pro všechny pracující s výjimkou těch, kteří jsou zaměstnáni ve zdraví škodlivých provozech.
10. Zrušit komunistické bojové oddíly ve všech součástech armády stejně jako komunistické stráže, umístěné v továrnách a mlýnech. Pokud jsou podobné stráže nebo oddíly potřebné, vytvořit je v armádě z řadových vojáků a v továrnách a mlýnech se souhlasem pracujících.
11. Poskytnout rolníkům plnou svobodu jednání vzhledem k jejich půdě a rovněž právo chovat dobytek za podmínky, že rolník vystačí svými prostředky, tj. nebude využívat námezdní práci.
12. Přijmout naši rezoluci ve všech součástech armády stejně jako mezi našimi soudruhy vojenskými kadety.
13. Zveřejnit naše rezoluce v tisku.
14. Vytvořit nestranický kontrolní úřad.
15. Povolit svobodnou řemeslnou produkci za použití pouze vlastní práce.

PETRIČENKO, předseda setkání (bitevní) eskadry, PEREPELKIN, sekretář".
Povstání bylo následně vedeno Prozatímním revolučním výborem vytvořeným krátce poté. Vladimír Iljič Lenin toto povstání dehonestoval a označil ho za „bílé spiknutí“.

## Potlačení povstání

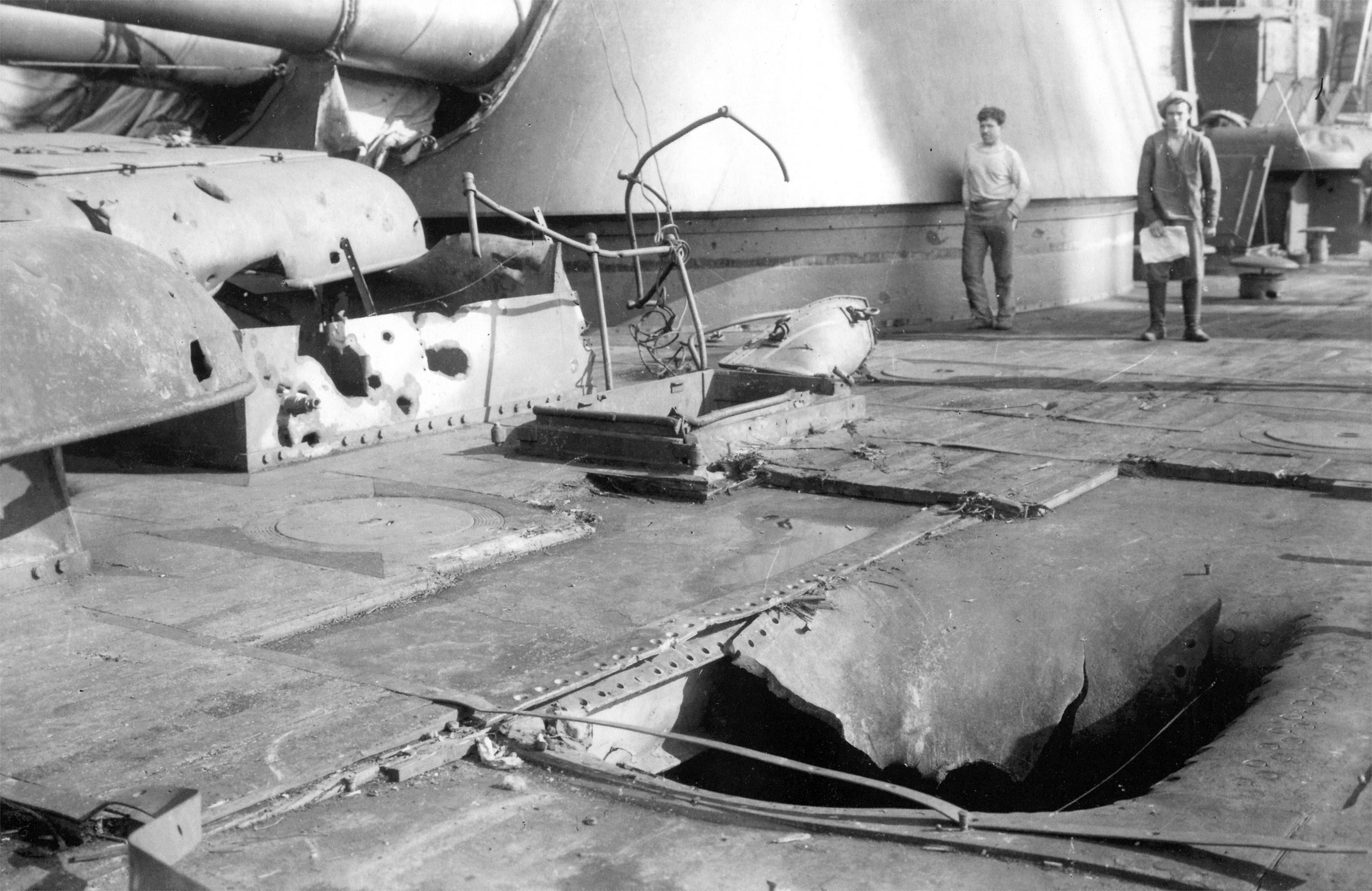
Poškození lodi Petropavlovsk během protipovstaleckých bojů.

Ke krvavému potlačení povstání byly nasazeny elitní oddíly Rudé armády vedené Michailem Tuchačevským a celá operace byla uskutečněna mezi 16. až 18. březnem 1921. Do bojů bylo nasazeno na 50 000 vojáků, celkový počet padlých vzbouřenců a vojáků dosáhl 10 000. Podle dobových sovětských dokumentů bylo za účast v povstání tvrdě perzekvováno mnoho účastníků. „Mimořádná trojka kronštadtského zvláštního oddělení a revoluční tribunál petrohradského vojenského okruhu odsoudily do léta roku 1921 k zastřelení 2103 osob, k různým trestům pak dalších 6459 osob.“

## Důsledky
Přes svůj neúspěch Kronštadtské povstání přispělo k přechodu od válečného komunismu k Nové ekonomické politice (NEP). Vládnoucí bolševické straně pak sloužila rebelie za záminku k potlačení zbytků politických stran a rozmetání tzv. dělnické opozice na X. sjezdu komunistické strany, který se konal paralelně s povstáním.